# 위 (해부학)

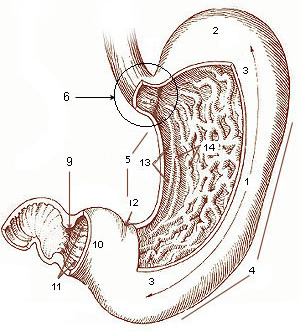
그림 출처: cancer.gov
1. 위 몸통
2. 위 바닥
3. 앞벽(anterior wall)
4. 큰 굽이
5. 작은 굽이
6. 들문(분문)
9. 위 날문 조임근 (유문 괄약근)
10. 날문 방 (유문동)
11. 날문 관 (유문관)
12. 각절흔 (위각)
13. 위관 (위몸통관, 위도)
14. 위 점막주름 (Rugal folds)

위(胃, stomach)는 소화 기관의 하나이다. 입에서 식도를 거쳐 보내어진 음식물을 소화하는 부분이다. 고유어로는 양이라고 한다. 인간을 비롯한 척추동물을 비롯해 여러 무척추동물의 위장관에서 발견되는 기관이다. 근육으로 이루어져 있으며, 속이 비어있어 음식물을 보관 및 소화한다. 위는 씹기(저작운동) 후의 소화단계에 관여하며, 소화 효소와 위산을 분비하여 소화를 진행한다.
인간뿐 아니라 많은 동물들의 경우 위는 식도와 작은창자 사이에 위치한다. 유문 괄약근은 위에서 십이지장으로 부분적으로 소화된 음식물(미즙)의 이동을 조절한다. 십이지장은 꿈틀운동(연동운동)을 통해 미즙을 나머지 장으로 이동시킨다.

## 구조

### 부위
gastric cardia, 위 들문, 위 분문
gastric fundus, fundus of stomach, 위 바닥, 위 기저, 위저
gastric body, gastric corpus, body of stomach, 위 몸통, 위체
pylorus, 날문, 유문

## 양자
위는 음식물을 일시적으로 저장하기도 하는 주머니 모양의 기관으로서, 근육의 수축 운동에 의해 위벽에서 분비되는 위액과 음식물이 잘 섞인다.
위는 음식물을 기계적으로 부수어서 작은 입자의 유액으로 만드는 조직분쇄기라고 할 수 있다. 또한 좀 더 원위부 장의 소화 및 흡수 능력에 맞추어 음식물을 운반한다. 위는 공복 시에 독특한 운동기능을 수행하는데 바로 이동성 위장관 복합운동(migrating motor complex[MMC])은 ‘관리(housekeeping)’ 운동양상이라고도 불리며, 소화되지 않은 물질이나 섭취한 이 물질을 위에서부터 위장관 전체를 따라 이동시킨다.

## 특징
위샘이라는 외분비샘이 존재하는데, 주세포에서는 단백질을 소화하는 효소인 펩신이, 부세포에서는 염산이 분비된다. 펩신은 주로 단백질로 구성된 위벽을 분해할 수도 있기 때문에 분비될 때에는 비활성 상태인 펩시노겐으로 분비되어 염산에 의해 활성화한다. 또한 위벽은 강한 산성과 단백질 가수 분해 효소의 작용을 방어하기 위하여 굉장히 튼튼하며, 뮤신이라는 점액질에 보호된다. 음식물이 위에서 머무르는 시간은 음식마다 차이가 있는데, 죽 한 그릇은 53분, 국수 한 그릇은 1시간, 밥 한 공기는 2시간 45분, 생선 한 마리는 3시간, 쇠고기 0.1kg은 4시간 15분, 돼지고기 0.1kg은 4시간 15분 등으로 기록되어 있어 육류의 소화 시간이 긴 것을 알 수 있다.

## 위 이상에 따른 질병
- 위천공(胃穿孔, perforation of the stomach)은 궤양 부위가 완전히 부식하여 위벽에 구멍이 생기는 질환이다. 마른오징어나 생선가시 등을 제대로 씹지 않고 넘겨 위 표면을 긁을 경우, 술을 많이 마실 경우 생길 수 있다.
- 위암은 위에서 발생하는 암이다. 주로 한국, 일본, 인도네시아 등 동양인에게 발생하며 미국, 캐나다 등 서양에서는 보기 힘들다.
- 위궤양(胃潰瘍, gastric ulcer, peptic ulcer)은 위 내벽이 부분적으로 허는 질환을 말한다. 생활습관이 불규칙하거나, 정서적으로 스트레스를 많이 받거나, 알코올이나 카페인이 많이 함유된 음식을 섭취하거나, 담배를 자주 피우거나, 부신피질호르몬제, 아스피린, 비스테로이드성 등 소염제류의 약물을 사용하면 위 점막 분비/조절 체계에 이상이 생길 수 있으며, 이는 위산이 위벽으로 역류하여 위궤양 되는 결과를 초래할 수 있다.

## 동물의 위
소·양 등의 반추동물의 위는 보통 4개의 방으로 나뉘어 있는데, 저장·발효·분쇄·소화의 분업화를 볼 수 있다. 제1위에서는 셀룰라제를 지닌 미생물이 공생하므로 셀룰로스의 소화가 이루어지고, 제4위에서는 대량으로 증식된 미생물을 포함한 단백질의 소화가 이루어진다. 이 제4위가 본래의 위이고, 다른 3개의 위는 식도가 변형된 것이다.
조류의 위는 식도의 말단부가 부풀어 모이주머니가 되고, 위는 앞위와 모래주머니로 나뉘어 있다. 특히, 곡류를 먹는 조류의 모래주머니는 내면이 각질화되어 있어서, 먹이를 잘게 부수는 데 도움이 된다.
어류 중 잉어·붕어 등은 위가 없고, 식도나 장의 일부가 굵어진 것이 위 구실을 한다.

## 같이 보기
- 위의 굽이
- 가스트린
- 복명(Borborygmus)
- 상부 소화관 내시경(Esophagogastroduodenoscope)
- 소화계통
- 장관내균(Gut flora)
- 위수 (백호)
- 동맥
  - 좌위동맥 (左胃動脈)
  - 위십이지장 동맥(gastroduodenal artery)
- 수술
  - 위절제술
  - 위루형성술(Gastrostomy)
- 의약품
  - 양성자 펌프 억제제(Proton-pump inhibitor)
- 인물
  - 윌리엄 보먼트(William Beaumont)
- 질병
  - 거대적혈모구빈혈(Megaloblastic anemia)
  - 위 식도 역류병
  - 위암
- 학문
  - 위장병학

- 배 (해부학)
- 위